# Vector W8
El Vector W8 es un automóvil superdeportivo estadounidense producido entre 1990 y 1993. Fue fabricado por Vector Aeromotive Corporation y fue diseñado por Gerald Wiegert y David Kostka. La compañía utilizó los materiales más nuevos y más avanzados en la construcción del W8, que según ellos justificaba el aplicar al automóvil el término de "Ingeniería Aeromotora." Sólo 19 W8 fueron producidos (17 para clientes y dos de preproducción, el prototipo W2, y los dos prototipos Avtech AWX3 y AWX3R, cada uno con un motor DOHC TT de 7.0 litros). Fueron producidos un total de 22 automóviles por Vector Automotive a lo largo de la vida de la compañía. El auto se vendió originalmente por $448,000 nuevo, sin embargo en el mercado de segunda mano de la actualidad, están disponibles desde $389.000 a más de $1.4 millones, dependiendo de la condición del auto.

## Diseño

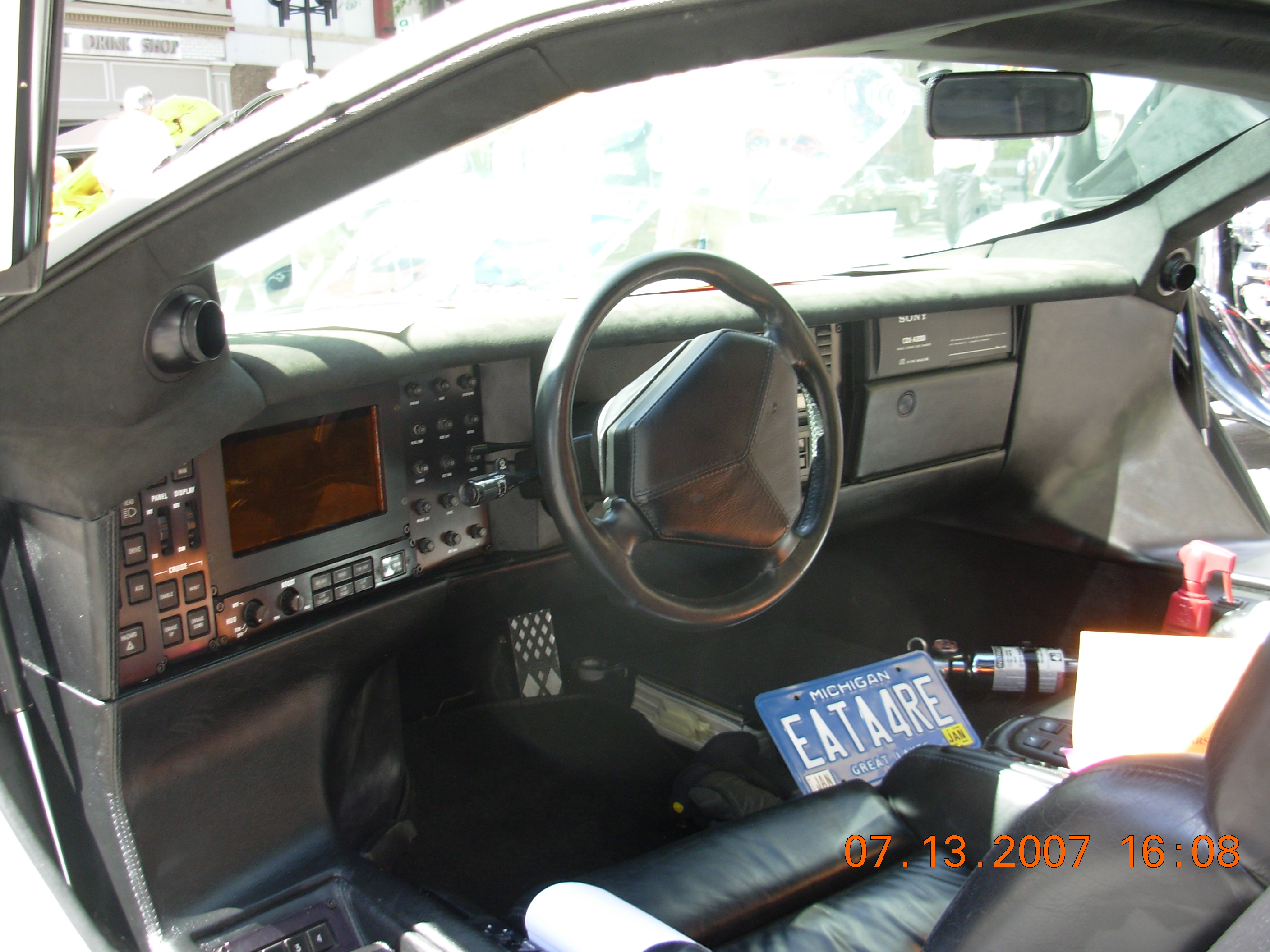
Interior de un W8

El W8 era esencialmente una mejora del prototipo de la misma compañía, el Vector W2. El chasis monocasco de semi-aluminio era unido con resina epoxi y remachado con un panel de piso honeycomb de aluminio, y se usaron 5,000 remaches de especificación para aeronaves en su ensamblaje. Todo en el Vector fue diseñado para durar toda la vida del propietario, asumiendo un mantenimiento razonable. La carrocería fue fabricada principalmente de fibra de carbono y Kevlar, conocido por su fuerza y ligereza. El nivel de detalles y acabado del coche fue mucho más allá del de sus competidores. El coche  se basó en torno a un Rodeck resleevable, un motor Chevrolet 350 ci (5.7 L) V8 modificado acoplado a una transmisión de tres velocidades altamente modificada y re manufacturada de General Motors que se habían estado usando en los Oldsmobile Toronado desde hace dos décadas atrás. El motor tiene turbocompresores biturbo en paralelo con intercoolers, y producía 650 CV (485 kW) a  5700 rpm y 649 lb·ft (880 N·m)de torque en 8 lbs de impulso. Los niveles de impulso podían ser ajustados por el conductor entre 8 y 14 lbs, durante pruebas en la fábrica el motor alcanzó 1200 Cv a 14 lbs de impulso.

## Desempeño y aerodinámica
El W8 tenía una velocidad máxima de más de 220 mph (354 km/h), con una aceleración de 0 a 60 mph (97 km/h) en 4.2 segundos. Sin embargo, en las pruebas en las salinas de Bonneville, el W-2 prototipo llegó a 242 mph (389 km/h) con el menos poderoso bloque de Donovan, según lo informado, pero no verificado, por la revista Top Wheels. Se llegó a esta velocidad máxima sin dejar de utilizar el alerón trasero "de alta carga aerodinámica". Más tarde se logró bajar el coeficiente de arrastre a. 32 previo a las pruebas de choque del Departamento de Transporte en Ann Arbor, MI. El diseño del W8 incluyó ligeros cambios a la carrocería durante el ciclo de producción, por lo que el primer coche de la línea parecía ligeramente diferente al último. Estos incluyen la eliminación de algunas agallas, una fascia delantera inferior y divisor de aire, alerón trasero revisado, tomas de espejo, y la parrilla delantera. Después de completar las pruebas de velocidad no reveladas, los W8 de producción ya no fueron equipados con un techo de cristal removible debido al embate que se produjo a velocidades extremas. La revista Road & Track publicó pruebas del W8 en sus publicaciones de marzo de 1991 y agosto de 1992, y erróneamente declaró al Vector W8 como el coche de producción más rápido del mundo, superando a Ferrari, Lamborghini, y la mayoría de otros superdeportivos exóticos de la década de 1990 (con la excepción del McLaren F1). Road & Track listó una velocidad máxima estimada de 218 mph en la edición de marzo de 1991, aunque ningún W8 certificado EPA/DOT llegó a 200 mph como se describe recientemente por Gerry Weigert. Después de la prueba en agosto de 1992 por parte de  Road & Track, la sección "Road Test Summary" de dicha revista listó la máxima velocidad a 218 mph resaltado en negrita aunque le faltaba un pie de página para indicar que era sólo una estimación y declaró el W8 como el coche de producción más rápido para un número de años a seguir. Sin el cumplimiento de la EPA, usar altos niveles de impulso, el W8 es bastante capaz de una velocidad de más de 218 mph.

## Sucesor
Vector tenía la intención de seguir el W8 con el AWX-3 y AWX-3R. Estas designaciones representaban Avtech Wiegert Experimental, tercera generación, y la R Roadster. Lamentablemente la producción no pudo llevarse a cabo. La producción del W8 terminó en 1993 cuando la empresa fue objeto de una adquisición hostil por parte de Megatech, pero Wiegert recuperó los derechos de autor de diseño, el equipo y los coches restantes no vendidos. En 1995, tras la toma de control hostil, la nueva empresa matriz Megatech LTD comenzó la producción de su primer coche, el M12.

## Media

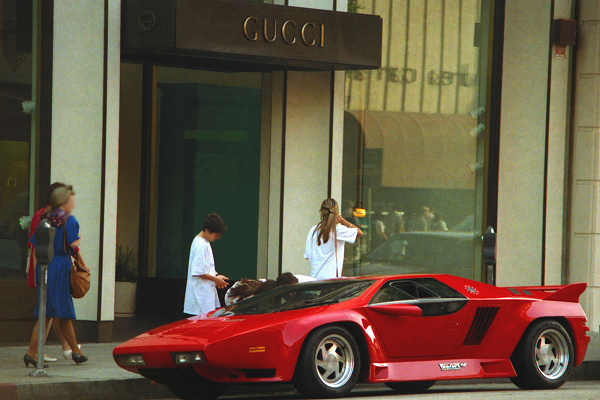
Vector W8 en Rodeo Drive

Un W8 rojo de 1990 aparece en el episodio 15 de la serie The Flash de 1990.
Un W8 rojo de 1991 (chasis n003) puede ser visto yendo a través de un terreno baldío en las primeras escenas de la película de 1993 Sol naciente. El coche también fue usado brevemente durante una persecución en coche por la noche, en la que sobrepasa fácilmente a los coches de la policía que lo persiguen, pero luego se estrella y explota. El coche se muestra otra vez seguido del choque.
El Vector W8 aparece en el videojuego Gran Turismo 2.